# Lagocheirus giesberti
Lagocheirus giesberti är en skalbaggsart som beskrevs av Hovore 1998. Lagocheirus giesberti ingår i släktet Lagocheirus och familjen långhorningar.
Artens utbredningsområde är Costa Rica. Inga underarter finns listade i Catalogue of Life.